# Silnice II/231
Silnice II/231 je silnice II. třídy, která vede z Plzně do Kozojed. Je dlouhá 28,4 km. Prochází jedním krajem a dvěma okresy.

## Vedení silnice

### Plzeňský kraj, okres Plzeň-město
- Plzeň (křiž. II/233)

### Plzeňský kraj, okres Plzeň-sever
- Senec (křiž. III/18012)
- Zruč (křiž. II/180, III/1809, peáž s II/180)
- Žichlice (křiž. III/2312)
- Nynice (křiž. III/2315, III/2316)
- Planá (křiž. III/2317)
- Kaceřov (křiž. III/2318)
- Čivice
- Břízsko (křiž. III/23112)
- Borek
- Kozojedy (křiž. II/232)